# Road House (1989)
Road House ist ein US-amerikanischer Actionfilm aus dem Jahr 1989 mit Patrick Swayze in der Hauptrolle als Rausschmeißer in einem Club.

## Handlung
James Dalton ist ein professioneller Rausschmeißer mit einem Hochschulabschluss in Philosophie und einer dubiosen Vergangenheit. Er ist bekannt dafür, Konflikte zwischen Gästen unauffällig, aber wenn nötig auch hart und kompromisslos zu lösen. Eines Tages erhält er ein Angebot von Frank Tilghman, der den früher erfolgreichen, jetzt jedoch heruntergekommenen Nachtclub Double Deuce in Jasper, Jasper County, Missouri, führt. Hier kommt es Nacht für Nacht zu Raufereien zwischen den Gästen, was für einen schlechten Ruf des Nachtclubs gesorgt hat. Dalton soll als Geschäftsführer für Ordnung sorgen und die Türsteher ausbilden, um die abendlichen Schlägereien zu unterbinden.
Nachdem er bei seinem Arbeitsantritt einige unzuverlässige Mitarbeiter gefeuert und die anderen entsprechend eingewiesen hat, schafft Dalton es schon nach kurzer Zeit, sich auch bei den Gästen Respekt zu verschaffen und Schlägereien im Lokal zu verhindern. Dies spricht sich herum, und bald ist das Double Deuce Abend für Abend voll.
Brad Wesley, der sich mit undurchsichtigen Machenschaften zum heimlichen Herrscher der kleinen Stadt aufgeschwungen hat und mit Hilfe seiner Schlägertruppe von den örtlichen Geschäftsleuten Schutzgeld erpresst, möchte nun auch von der Umsatzsteigerung des Double Deuce profitieren. Er schickt eine Handvoll Schläger in den Club, die für Unruhe sorgen sollen. Dalton und seine Truppe können sie jedoch hinauswerfen.
Bei einer Schlägerei wird Dalton durch ein Messer verletzt und muss sich im örtlichen Krankenhaus nähen lassen. Dabei lernt er die Unfallärztin Dr. Elizabeth Clay kennen. Diese besucht ihn am folgenden Abend im Double Deuce und wird Zeuge, wie er einen Randalierer vor die Tür befördert. Die beiden flirten und kommen sich an diesem Abend näher.
Brad Wesley ist ungehalten über die vergeblichen Versuche seiner Leute, sich Daltons zu entledigen und den Besitzer des Double Deuce, Tilghman, zu erpressen. Er bestellt Dalton zu sich und schlägt ihm vor, sich auf seine Seite zu stellen. Dalton lehnt jedoch ab.
Da die Zugriffe Wesleys und seiner Männer auf Dalton und auch auf die anderen Geschäftsleute der Stadt zunehmend brutaler werden, ruft Dalton seinen alten „Lehrer“ und Freund Wade Garrett zu Hilfe. Zunächst können sie sich der Überfälle von Wesleys Leuten erwehren. Garrett überredet Dalton, aufzugeben und die Stadt zu verlassen, da ihn das alles im Grunde nichts angehe. Als Wesley jedoch erst die Farm in die Luft jagt, in der Dalton wohnt, und dann Garrett umbringen lässt, was er Dalton am Telefon ankündigt – als Wahlentscheid per Münze zwischen Elizabeth und Garrett – wird es für Dalton zum persönlichen Krieg gegen Wesley.
Durch ein Ablenkungsmanöver mit seinem Mercedes, dessen Gaspedal er festklemmt, gelangt Dalton in Wesleys Haus. Einen nach dem anderen schaltet er Wesleys Handlanger aus, bis er Wesley, der mit einem Revolver bewaffnet ist, schließlich im Kampf Mann gegen Mann gegenübersteht. Dalton kann die Oberhand gewinnen, verzichtet jedoch auf den tödlichen Schlag, als plötzlich Elizabeth erscheint. Diesen Moment will Wesley nutzen, um Dalton mit einem Revolver zu erschießen. Da tauchen die erpressten Geschäftsleute der Stadt auf und feuern ihre Waffen gemeinsam auf Wesley ab. Anschließend beseitigen sie die Spuren ihrer Teilnahme am Geschehen, noch bevor die Polizei eintrifft. Der Sheriff scheint nicht übermäßig an einer Aufklärung des Falles interessiert zu sein, denn die Stadt ist nun von der Tyrannei Brad Wesleys befreit. In der letzten Szene sieht man, wie Dalton und Elizabeth im See vor Wesleys Ranch baden und sich küssen.

## Trivia
- Der Film ist kein Remake des bereits 1948 erschienenen Film Noir Road House.
- In Gefährliche Brandung (1991), in dem Patrick Swayze den Bankräuber Bodhi spielt, sagt Keanu Reeves, der den FBI-Agenten Utah spielt, dass, als er Bodhi beschattete, dieser in Patricks Roadhouse etwas gegessen habe.
- 2006 erschien Road House 2, der jedoch bis auf den Titel und einigen Floskeln (z. B. die 3 Regeln) nichts mit dem ersten Teil gemeinsam hat.
- Die Szene, in der Dalton Wesleys besten Killer Jimmy tötet, indem er ihm die Kehle herausreißt, ist in einer abgeschwächten deutschen Version zensiert.
- Zu Beginn der Folge Brian’s Got a Brand New Bag der Zeichentrickserie Family Guy aus dem Jahr 2009 spielt Road House eine tragende Rolle. Die Episode ist Patrick Swayze gewidmet, der zwei Monate zuvor verstorben war.
- Der Film wurde in Deutschland ursprünglich ab 18 Jahren freigegeben und 1991 auch indiziert, im September 2011 aber vom Index gestrichen und von der FSK nach einer Neuprüfung ab 16 Jahren freigegeben.[2]
- Jeff Healey verkörperte in Road House den blinden Gitarristen Cody. Zusammen mit seiner Jeff Healey Band steuerte er auch drei Titel zum Soundtrack bei.
- In der 2. Folge der 4. Staffel der Serie Young Sheldon sieht sich Sheldons Mutter den Film an, als sie alleine zu Hause ist. Sie will aber nicht, dass ihre Familie davon erfährt, weil sie als Baptistin den Film als sündig und anstößig erachtet.
- Im August 2022 wurde bekannt, dass eine Neuverfilmung mit Jake Gyllenhaal in der Hauptrolle und Billy Magnussen sowie Daniela Melchior in Nebenrollen, inszeniert von Doug Liman für Prime Video entstehen soll.[3] Die Premiere erfolgte im März 2024.
- In der von Taylor Sheridan produzierten Neo-Westernserie Yellowstone erwähnte die von Taylor Sheridan gespielte Figur Travis Wheatley die Vokuhila-Frisur von Patrick Swayze und wie cool es wäre, wenn sie wieder in Mode wäre.

## Kritik
Roger Ebert schrieb in der Chicago Sun-Times vom 19. Mai 1989, Road House sei „kein guter Film“, jedoch, sofern man mit der richtigen Einstellung an ihn herangehe, „auch kein langweiliger“ („This is not a good movie. But viewed in the right frame of mind, it is not a boring one, either.“).

„Ein primitiver Actionfilm voller selbstzweckhafter Brutalitäten, in dem das beste Argument eine hart geschlagene Faust ins Gesicht des Gegners ist.“

## Auszeichnungen
Der Film war in fünf Kategorien für den Negativfilmpreis Goldene Himbeere nominiert: Schlechtester Film, Schlechtester Hauptdarsteller (Patrick Swayze), Schlechtester Nebendarsteller (Ben Gazzara), Schlechteste Regie und Schlechtestes Drehbuch; er erhielt aber keine der Auszeichnungen.